# Encyclia rzedowskiana
Encyclia rzedowskiana är en orkidéart som beskrevs av Soto Arenas. Encyclia rzedowskiana ingår i släktet Encyclia och familjen orkidéer. Inga underarter finns listade i Catalogue of Life.